# 단색형 색각
단색형 색각(單色型色覺, Monochromacy)은 색을 구별할 수 있는 능력이 없는 것이다.

## 인간
인간의 단색형 색각을 전색맹이라고 하며, 간상 세포만 있는 경우, 원추 세포 중 2가지 색에 대한 수용 능력이 결핍된 경우로 나뉜다.

## 같이 보기
- 이색형 색각
- 삼색형 색각
- 사색형 색각